# Озера Англії
Стаття містить список озер і водосховищ в Англії.

## Найбільші озера та водосховища за площею поверхні
|   | Озеро         | Площа (км²) | Площа (mi²) | Графство      | Фото |
| - | ------------- | ----------- | ----------- | ------------- | ---- |
| 1 | Віндермір     | 14,73       | 5,69        | Камбрія       |      |
| 2 | Ратленд-Вотер | 10,86       | 4,19        | Ратленд       |      |
| 3 | Кілдер-Вотер  | 10,00       | 3,86        | Нортумберленд |      |
| 4 | Алсвотер      | 8,91        | 3,44        | Камбрія       |      |
| 5 | Графем-Вотер  | 6,27        | 2,42        | Кембриджшир   |      |
| 6 | Бассентвейт   | 5,34        | 2,06        | Камбрія       |      |
| 7 | Дервент-Вотер | 5,34        | 2,06        | Камбрія       |      |

## Озера площею понад 5 га

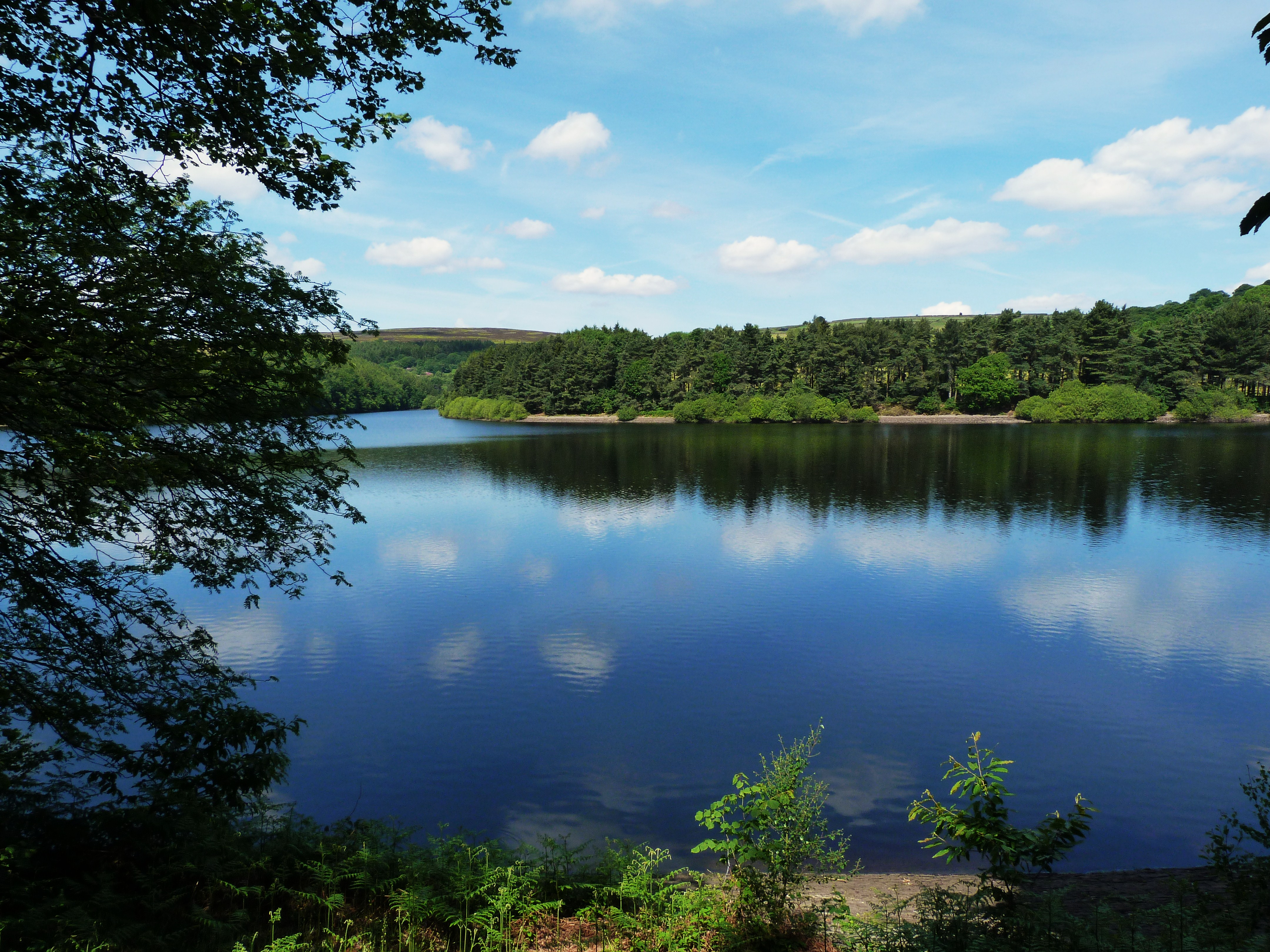
Агденське водосховище в червні 2011

У списку представлені всі відкриті водоймища прісної води в Англії площею понад 5 га за винятком службових водойм, що використовуються у межах водопровідної мережі для зберігання питної води, а також водойм на підприємствах, які використовуються виключно для промислових потреб.

### А

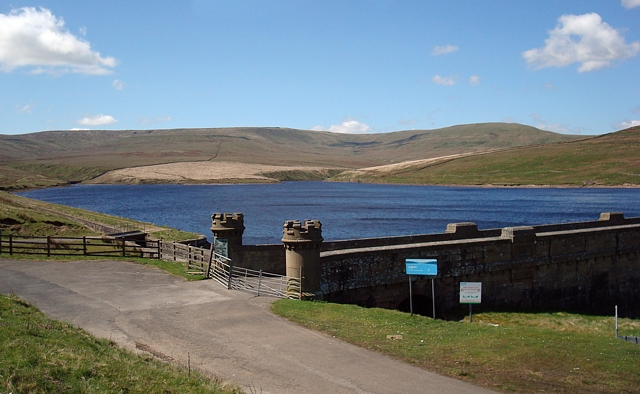
Анграмське водосховище в травні 2009

- Аббертон[en] (Ессекс)
- Агден[en] (Південний Йоркшир)
- Аквалейт-Мер[en] (Стаффордшир / Шропшир)
- Алденгем[en] (Гартфордшир)
- Англезарк[en] (Ланкашир)
- Анграм[en] (Північний Йоркшир)
- Аргал і Колледж (Корнуолл)
- Ардінглі[en] (Західний Сассекс)
- Ардлі[en] (Ессекс)
- Арнфілд[en] (Дербішир)
- Арроу-Веллі (Вустершир)

### Б

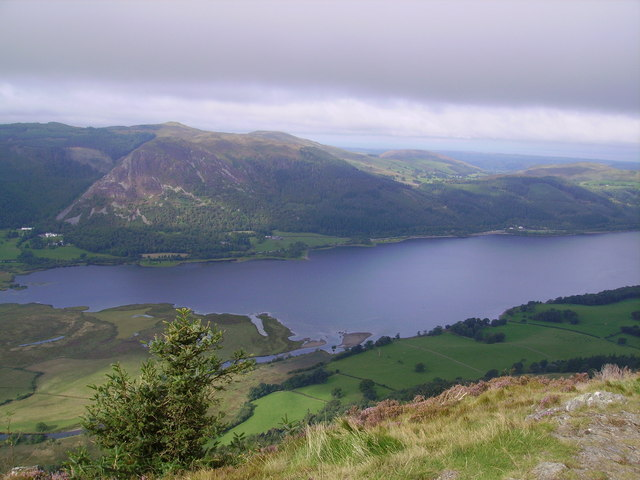
Озеро Бассентвейт у вересні 2007

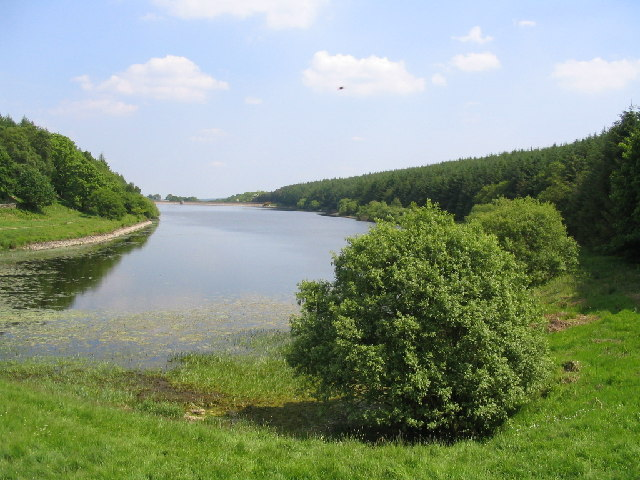
Водосховище Бівер-Дайк у червні 2005

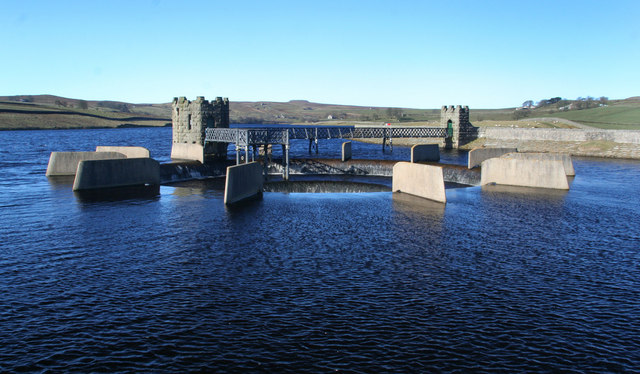
Водосховище Блектон у березні 2009

- Балдергед[en] (Дарем)
- Банбері[en] (Великий Лондон)
- Барнт-Фен-Броуд (Норфолк)
- Барроу Гарні[en] (Сомерсет)
- Бартлі[en] (Західний Мідленд)
- Бартон-Броуд[en] (Норфолк)
- * Бассоу (Корнуолл)
- Баттермір[en] (Камбрія)
- Бау-Біч[en] (Кент)
- Бевл-Вотер[en] (Кент / Східний Сассекс)
- Бейктін[en] (Нортумберленд)
- Бейтінгс[en] (Західний Йоркшир)
- Белаф-Броуд (Норфолк)
- Белвайд[en] (Стаффордшир)
- Белмонт[en] (Ланкашир)
- Бенакр-Броуд[en] (Саффолк)
- Бернгоуп[en] (Дарем)
- Бесом-Гілл (Великий Манчестер)
- Бессборо[en] (Суррей)
- Бівер-Дайк[en] (Західний Йоркшир)
- Біттелл[en] (Вустершир)
- Блегдон[en] (Сомерсет)
- Блекбрук[en] (Лестершир)
- Блек-Мосс[en] (Великий Манчестер)
- Блекмурфут (Західний Йоркшир)
- Блекстоун-Едж[en] (Великий Манчестер)
- Блектон[en] (Дарем)
- Блітфілд[en] (Стаффордшир)
- Боддінгтон (Нортгемптоншир)
- Болтон (Великий Манчестер)
- Бомер-Пул[en] (Шропшир)
- Борранс (Камбрія)
- Боскатно (Корнуолл)
- Бослі[en] (Чешир)
- Боттомс[en] (Дербішир)
- Брандалл-Броуд (Норфолк)
- Браунгаус-Вом (Ланкашир)
- Брашес[en] (Великий Манчестер)
- Брашес-Клаф[en] (Великий Манчестер)
- Брент[en] (Великий Лондон)
- Бридж-Броуд (Норфолк)
- Броудстоун (Південний Йоркшир)
- Броуд-Фен (Норфолк)
- Бруквейл-Парк[en] (Західний Мідленд)
- Брумгед[en] (Південний Йоркшир)
- Бурратор[en] (Девон)
- Бут-Вуд[en] (Західний Йоркшир)

### Е
- Ейвон-Дем (Девон)
- Ешворт-Мур[en] (Ланкашир)
- Ешфорд[en] (Сомерсет)

### К
- Кавершемські озера[en] (Беркшир)
- Калторп-Броуд[en] (Норфолк)
- Калф-Гей[en] (Ланкашир)
- Каргенвен (Корнуолл)
- Карлтон-Броуд (Норфолк)
- Карсінгтон-Вотер[en] (Дербішир)
- Кастлшоу (Великий Манчестер)
- Кетклюк[en] (Нортумберленд)
- Кетфілд-Броуд  (Норфолк)
- Клатворті[en] (Сомерсет)
- Клаттерокут (Оксфордшир)
- Кокшут-Броуд[en] (Норфолк)

### О
- Оденшо[en] (Великий Манчестер)

### Ч
- Чаллакомб (Девон)
- Чапелхаус[en] (Камбрія)
- Чард[en] (Сомерсет)
- Чеддар[en] (Сомерсет)
- Чейсвотер[en] (Стаффордшир)
- Челберн (Великий Манчестер)
- Челкер[en] (Північний Йоркшир)
- Челмарш[en] (Шропшир)
- Чу[en] (Великий Манчестер)
- Чу-Веллі[en] (Сомерсет)